# 科諾島
67°41′S 69°10′W / 67.683°S 69.167°W
科諾島（Cono Island），是南極洲的島嶼，位於阿德萊德島西南面，處於查托斯群島以南，由阿根廷探險隊命名，該島嶼現時由南極條約體系管理。